# Romain Gazave
Romain Gazave (né le 11 décembre 1976 à Bourg-Saint-Maurice en Savoie) est un entraîneur et chorégraphe international, ancien patineur artistique de compétition et pianiste français.

## Carrière sportive en patinage artistique
Romain Gazave commence à patiner et à jouer du piano à l'âge de six ans à Megève. 
À 12 ans, il intègre le CRESA (Centre régional d'études sportives et artistiques) section patinage à Annecy (1988-1992), entrainé par Didier Monge, Christine Nicolas et Didier Lucine, aux côtés d'autres patineurs tels que Vanessa Gusmeroli. 
Après une saison passée au Amiens Patinage Club (1992-1993) où il s'entraîne avec Patrice Macrez, il entre dans l'équipe de France de patinage en 1993. Il intègre alors  l'INSEP à Vincennes (1993-1994), et vit en colocation avec le futur champion de France et deux fois médaillé aux championnats d'Europe Stanick Jeannette. Il s'entraîne avec Didier Gailhaguet, Annick Dumont et Pierre Trente. Sportif de haut niveau du ministère de la Jeunesse et des Sports en 1994 et 1995, il devient vice-champion de France junior en 1994 et participe à de nombreuses compétitions internationales, remportant la médaille de bronze au Grand Prix junior ISU de Slovaquie (en) en 1994.
La saison suivante, il rejoint le Centre national de préparation olympique de Colombes (1994-1996) aux côtés de Thierry Cérez et du futur double médaillé olympique Philippe Candeloro et s'entraîne avec André Brunet, puis Philippe Pélissier, et travaille également au quotidien avec la chorégraphe russe Natasha Volkova-Dabbadie.
À la suite d'une grave blessure contracté en 1994 mais empirique, et risquant alors fortement de perdre son pied droit, il subit une lourde intervention chirurgical en 1995 suivie par 3 semaines d'hospitalisation afin qu'il puisse de nouveau réapprendre à marcher. 8 mois de rééducation fut ensuite nécessaire pour qu'il puisse plus tardivement pouvoir patiner de nouveau.
Au cours de sa carrière sportive, il participe à quatre championnats de France Elite (étant dans la catégorie d'âge junior et surclassé lors des 3 premières participations), mais n'a jamais été sélectionné par la FFSG pour les championnats d'Europe, les championnats du monde ou les Jeux olympiques d'hiver.

### Palmarès en patinage artistique
| Compétition                             | 1992-93     | 1993-94     | 1994-95 | 1995-96 | 1996-97 | 1997-98 |
| Jeux olympiques d'hiver                 |             |             |         |         |         |         |
| Championnats du monde                   |             |             |         |         |         |         |
| Championnats d’Europe                   |             |             |         |         |         |         |
| Grand Prix junior ISU de Slovaquie (en) |             |             | 3e      |         |         |         |
| Championnats de France                  | 16e S, 7e J | 14e S, 2e J | 12e     |         |         | 15e     |
| Légende : S = Sénior ; J = Junior       |             |             |         |         |         |         |

## Reconversion musicale
À la fin de sa carrière sportive, Romain Gazave décide d'étudier le piano de manière professionnelle. Il entre dans la classe de Marian Rybicki à l'École normale de musique de Paris (ENMP) et devient élève privé de Jean Fassina pendant quatre ans.

### Carrière d'artiste professionnel
Son intérêt pour le divertissement et les spectacles l'ont motivé à commencer une carrière professionnelle dans laquelle il a décidé de combiner ses deux passions: le patin à glace et le piano dans le même acte, étant la seule personne à le faire. À partir de là, il se produit à travers le monde dans des productions de grands spectacles tels que « Absolute Skating » :
- IMG Stars On Ice (en) en 2006 aux côtés de Brian Orser, Tatiana Totmianina et Maksim Marinin, Tatiana Navka et Roman Kostomarov, Irina Sloutskaïa...
- Art On Ice en 2008 aux côtés de Kurt Browning, Shizuka Arakawa, Stéphane Lambiel, Sarah Meier[5], Aljona Savchenko et Robin Szolkowy, Elena Lev, Anatoly Zalievsky[6],[7], Kim Wilde, Ronan Keating, Gardar Thor Cortés...
- Champions on Ice en 2009 aux côtés de Surya Bonaly, Marina Anissina, Oksana Kazakova, Julia Obertas et Sergei Slavnov...

Il présente ainsi des duos en accompagnant des champions de patinage mais aussi d’autres artistes provenant du monde circassien (Cirque du Soleil) et des chanteurs. Il patine également pour des émissions de télévision tel que Dancing On Ice en Turquie (2006) et le spectacle anglais Hot Ice à Blackpool de 2004 à 2008.
Passionné et engagé dans le spectacle, il travaille avec certaines productions en tant que directeur artistique et assistant-conseiller pour les casting.
En juin 2010, il décide enfin de réaliser un de ces vieux rêves et auto-produit son premier Album CD Personal Thoughts.
En 2011, Romain Gazave a été co-gérant de la première patinoire située au premier étage de la Tour Eiffel à Paris pour Crystal Group.

### Spectacle professionnels et émissions télévisées
- Wild Rose (en tant que soliste, personnage principal pour Russian Ice Stars U.K 2010-2013 / en tant qu'agent de la compagnie 2013-2017)

- GT Mall Plaza & Ice Ace Productions en Chine (chorégraphe et directeur artistique 2014-2015)

- « Ice Show » émission de M6 (chorégraphe) 2013, 2014

## Parcours professionnel d'entraîneur, chorégraphe et directeur sportif
Depuis 2010, Romain Gazave travaille en tant qu'entraîneur invité et chorégraphe pour de nombreux clubs et fédérations du monde entier. Il a chorégraphié de nombreux médaillés internationaux ISU et de nombreux champions nationaux représentant la Suède, France, Autriche, Bulgarie, Norvège, Australie, Slovaquie, Pologne, Hongrie, Finlande et d'autres pays; entraîneur intervenant dans de nombreux stage internationaux, Master-Class, pour des fédérations et des séminaires à travers le monde aux côtés de Viktor Kudriavstev, Brian Orser, Javier Fernandez, Nikolai Morozov, Kurt Browning, il a également fait des chorégraphies pour des spectacles, des programmes télévisés, des galas.
Depuis 2012, Romain Gazave dirige également des stages internationaux de patinage artistique, il est le fondateur, directeur et entraîneur en chef du stage international « Ice2impulse », qui se déroule chaque année pendant l'été en Andorre depuis 2016. Il dirige, dans ce stage, une équipe de haut-niveau d'entraîneurs qui comprend Kurt Browning, Alissa Czisny, Marina Kudriavsteva, Anna Novichkina, Daniel Peinado, Ruslan Novoseltsev (en) parmi tant d'autres,.

### Réalisation en tant qu'entraîneur
- Coach et chorégraphe intervenant en Russie et en Suède avec Viktor Kudryavtsev[11] (2015-2019)
- Entraîneur invité / chorégraphe pour l'atelier de l'équipe nationale autrichienne « Skate Austria » (2018-2019)
- Entraîneur technique et chorégraphe invité au SC Orlenok Club, à Perm (2019)
- Chorégraphie du programme d'exhibition de Miki Ando (Double Championne du monde) « Michael Jackson Medley » pour le spectacle « Friends on Ice» au Japon (2017)
- Chef d'équipe / entraîneur au Championnat d'Europe ISU, Ostrava (2017)
- Entraîneur au Concours des jeunes talents « Mémorial Volkov », Moscou (2016)
- Entraîneur au Grand-Prix junior ISU, Courchevel (2015)
- Entraîneur / chorégraphe invité pour le camp international de patinage d'été avec Javier Fernandez et Brian Orser à Invernia, Espagne (2015)
- Recherche et montage musicale pour le programme libre (compétition et Exhibition) de Florent Amodio, médaillé d'argent aux championnats d'Europe 2013

### Chorégraphie des champions nationaux et / ou médaillés ISU international
- Léa Serna
- Andreas Nordebäck (en)
- Anna Kuzmenko (en)
- Denis Krouglov
- Stefanie Pesendorfer (en)
- Nicky Obreykov
- Jade Hovine
- Alisa Stomakhina (en)
- Michael Neuman
- Andras Csernoch
- Marianne Stalen
- Colette Kaminski (en)
- Naomie Mugnier
- Landry Le May
- Maxence Collet

## Voir également
- Stars On Ice (en)
- Dancing on ice around the world (en)